# Битва за Київ (1943)

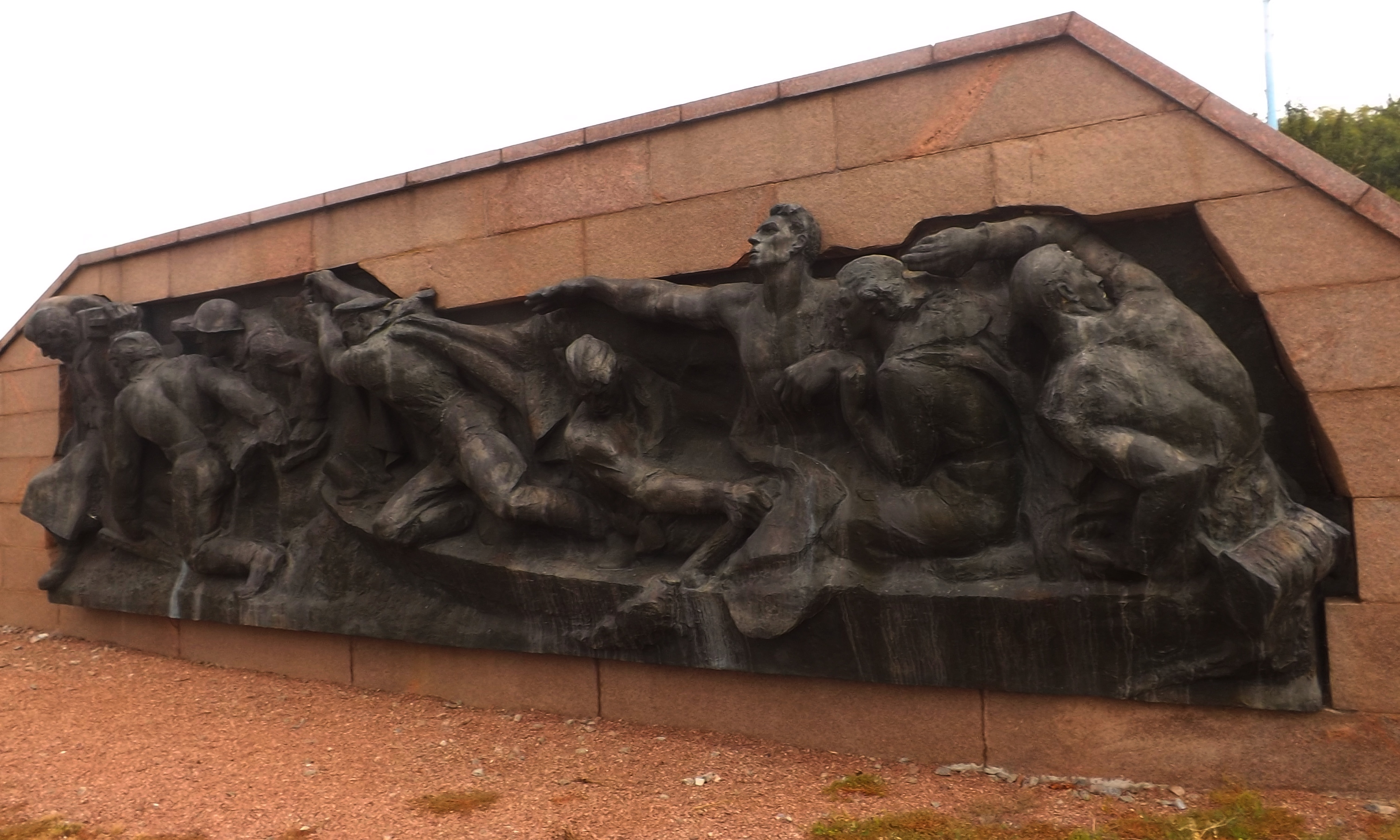
Частина ансамблю меморіального комплексу в с. Балико-Щучинка, де зображено епізод форсування Дніпра

Би́тва за Ки́їв (1943) — великомасштабна битва Червоної армії та Вермахту, що відбулась у період з 3 по 13 листопада 1943 року. У радянській військовій історії знана як Київська наступальна операція. З радянського боку у битві брали участь війська 1-го Українського фронту під командуванням генерала Ватутіна та Перша окрема чехословацька бригада. У ході операції Києвом оволоділи солдати Червоної армії. 

## Передумови
Після перемоги влітку 1943 року у битві на Курській дузі Червона армія розгорнула наступ на фронті від Великих Лук до Азовського моря і німецькі війська були вимушені перейти до стратегічної оборони на всьому фронті. 11 серпня 1943 року Гітлер видав наказ про прискорення будівництва стратегічного оборонного рубежу (так званий «Східний Вал»), який проходив північніше Чудського озера, по річці Нарві, східніше Пскова, Невеля, Вітебська, Орші, далі через Гомель, по річках Сож і Дніпро в його середній течії. Тому захоплення Східної України та форсування Дніпра стало важливим військовим стратегічним завданням. Воно було доручено військам п'яти фронтів, дії яких координували маршали Георгій Жуков та Олександр Василевський. У складі військ цих фронтів було 2,6 млн солдатів і офіцерів, 51 200 гармат та мінометів, 2 400 танків і самохідних артилерійських установок, 2 850 бойових літаків, яким протистояло 1 250 тисяч німецьких солдатів, підтримуваних 12 600 гарматами, 2 100 танками і 2 000 літаків.

## Хід битви
Наприкінці вересня 1943 року війська 1-го Українського фронту вийшли до Дніпра в районі Києва, форсували його і захопили на правому березі два плацдарми: на північ від міста — на лінії Лютіж — Вишгород і південніше — у районі Великого Букрина. Наступ радянських військ, початий за директивою Ставки 12-15 і 21-23 жовтня з Букринського плацдарму військами 40-ї, 27-ї і 3-ї гвардійської танкової армій успіху не мав, тому що незначні розміри плацдарму ускладнювали зосередження військ і бойової техніки, а супротивник мав сильну оборону. У той же час війська 38-ї армії, що діяли на напрямку допоміжного удару, дещо розширили Лютізький плацдарм.

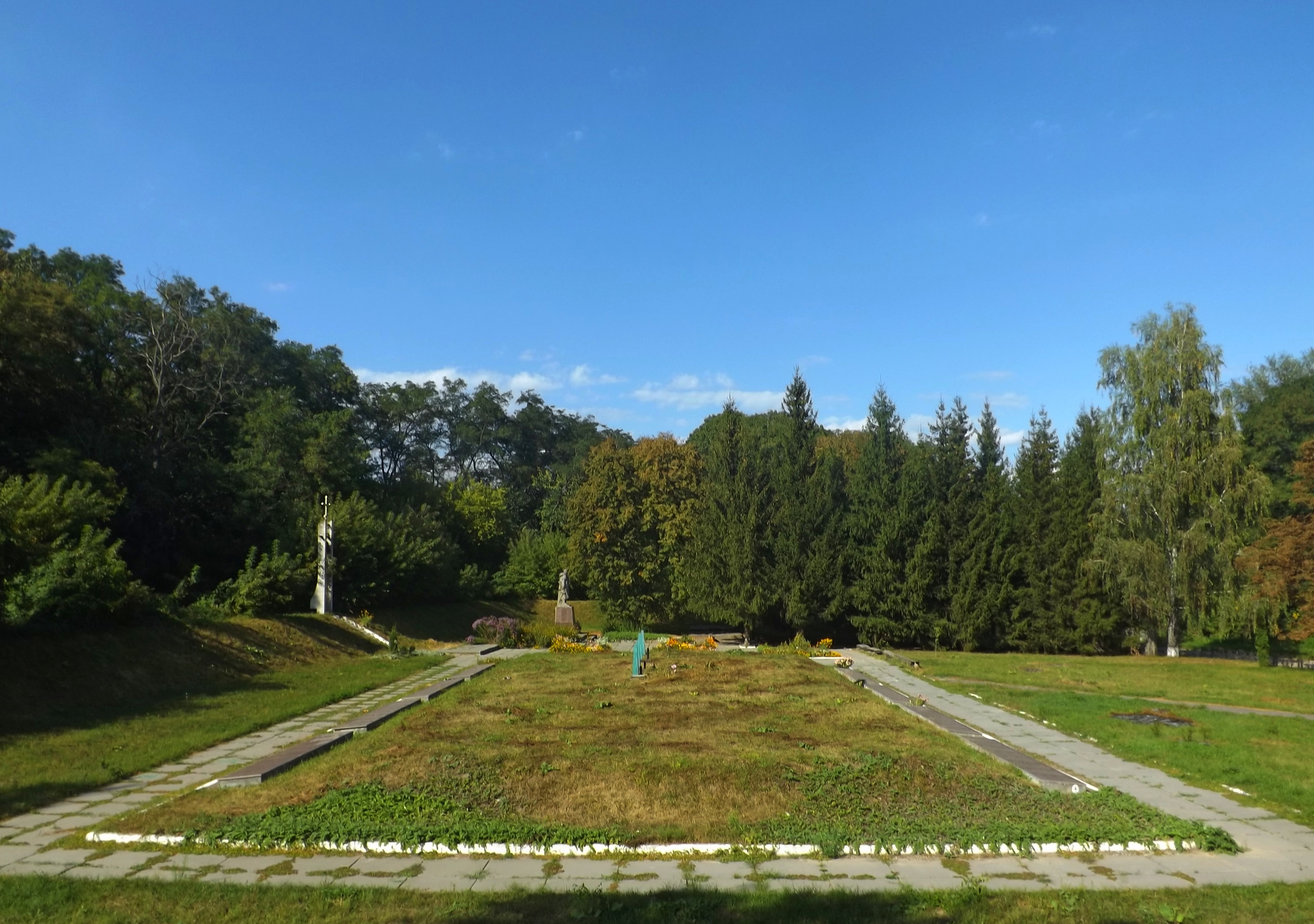
Братська могила у селі Ходорів. У ній поховано понад 2 тис. радянських воїнів, що загинули під час боїв на Букринському плацдармі.

Виходячи з цього, Ставка наказала Військовій раді 1-го Українського фронту перенести головний удар на Лютізький плацдарм, для чого за її вказівкою туди потай були перекинуті 3-тя гвардійська танкова армія і артилерія резерву Головнокомандування. 1 листопада війська 40-ї і 27-ї армій перейшли в наступ з Букринського плацдарму, що відволікло резерви супротивника. 3 листопада після потужної артпідготовки (на напрямку головного удару було зосереджено понад 2 тис. гармат і мінометів калібром понад 76 мм та 500 установок реактивної артилерії) і ударів авіації 2-ї повітряної армії війська 38-ї армії та 5-го гвардійського танкового корпусу завдали головного удару з Лютізького плацдарму і прорвали оборону противника на глибину 5-12 км. Для розвитку наступу 4 листопада були введені в бій 3-тя гвардійська танкова армія та 1-й гвардійський кавалерійський корпус. У складі радянських військ боролася 1-ша Чехословацька окрема бригада (командир полковник Людвік Свобода).
На початку листопада 1943 р., у переддень відступу, німецькі окупанти почали палити Київ. У ніч на 6 листопада 1943 р. передові частини Червоної армії, долаючи незначний опір німецького ар'єргарду, вступили у майже порожнє палаюче місто. 7 листопада радянські війська захопили Фастів, 12 листопада — Житомир після чого за вказівкою Ставки війська лівого крила і центру 1-го Українського фронту перейшли до оборони з метою відбити контрудари супротивника, що почалися 8-15 листопада, а війська правого крила (13-та і 60-та армії) продовжували наступ і до 25 листопада вийшли на лінію Мозир, Коростень, Черняхів. Наприкінці місяця нацисти знову захопили Житомир та Коростень, які були остаточно звільнені в результаті Житомирсько-Бердичівської операції.

## Результат
У результаті Київської наступальної операції німці зазнали значних втрат, але й у свою чергу завдали великих втрат супротивнику. Радянські війська звільнили від нацистів столицю Української РСР і створили в цьому районі стратегічний плацдарм, який зіграв важливу роль у боях за Правобережну Україну. Разом з радянськими партизанами бився чехословацький партизанський загін Яна Налепки (Рєпкіна).
6 листопада Києвом оволоділи війська Червоної армії.

## У кінематографі
Подіям битви присвячено документальний фільм «Двобій на Дніпрі».